# کوجی سوزوکی (بازیکن فوتبال)
کوجی سوزوکی (بازیکن فوتبال) (ژاپنی: 鈴木 孝司؛ زادهٔ ۲۵ ژوئیهٔ ۱۹۸۹) یک بازیکن فوتبال اهل ژاپن است.
از باشگاه‌هایی که در آن بازی کرده‌است می‌توان به باشگاه فوتبال ماچیدا زلویا، باشگاه فوتبال ریوکیو و باشگاه فوتبال سرزو اوساکا اشاره کرد.